# Harpalus plenalis
Harpalus plenalis är en skalbaggsart som beskrevs av Thomas Casey. Harpalus plenalis ingår i släktet Harpalus och familjen jordlöpare. Inga underarter finns listade i Catalogue of Life.